# Bianca Bazaliu
Bianca Maria Bazaliu, née le 30 juillet 1997 à Slatina, est une joueuse roumaine de handball évoluant au poste d'arrière gauche pour CS Gloria 2018 Bistrița-Năsăud.

## Palmarès

### En club
Sauf précision, le palmarès est obtenu avec le CSM Bucarest.
Compétitions internationales
- Ligue des champions
  - Vainqueur (1) en 2016
  - Troisième en 2017, 2018

Compétitions nationales
- Championnat de Roumanie
  - Vainqueur (4) en 2015, 2016, 2017, 2018
  - Troisième en 2023 (avec CS Gloria Bistrița)
- Coupe de Roumanie
  - Vainqueur (3) en 2016, 2017, 2018
  - Finaliste (1) en 2015
- Supercoupe de Roumanie
  - Vainqueur (2) en 2016, 2017
  - Finaliste (1) en 2018

### En sélection
Ses résultats en équipes nationales sont :
- vainqueur du championnat du monde jeunes en 2014
- 4e du championnat d'Europe 2018
- 13e du championnat du monde 2021
- 12e du championnat d'Europe 2022
- 12e du championnat du monde 2023

### Distinctions individuelles
- meilleure arrière gauche du championnat du monde jeunes en 2014[1]